# ビル・カーリー
ビル・カーリー（William Michael (Bill) Curley 1972年5月29日- ）は、マサチューセッツ州ボストン出身の元バスケットボール選手。1994年のNBAドラフトでサンアントニオ・スパーズから1巡目全体24位で指名された。
6フィート9インチのパワーフォワードである彼は1989年に自身の高校を州のチャンピオンに導いた。高校3年となった翌年彼は怪我でシーズンの大部分を棒に振った。この怪我は彼のプロ選手として期待される活躍に影を落とすものとなった。それでも彼は1990年のマクドナルド・オールアメリカンに選抜されて全米の大学からの勧誘の多い選手の1人となった。ミシガン大学、ノートルダム大学、デューク大学、ヴィラノヴァ大学、ノースカロライナ大学、コネチカット大学などの強豪校から声がかかったが彼は地元のボストン・カレッジに進学した。1991年に彼はビッグ・イースト・カンファレンスのルーキー・オブ・ザ・イヤーを獲得し、その後もカンファレンスのファーストチームに2度選ばれた。またチームMVPに4年連続選ばれ2000得点以上、およそ1000リバウンドを獲得した。1994年のNCAAトーナメントでは大学をベスト8まで導いた。その年、大学の最も優れたアスリートに与えられる"Eagle of the Year" award を受賞した。2006年11月12日にボストン・カレッジの殿堂入りを果たした。
.
NBAでは5シーズンでデトロイト・ピストンズ、ミネソタ・ティンバーウルブズ、ヒューストン・ロケッツ、ゴールデンステート・ウォリアーズ、ダラス・マーベリックスと5チームを渡り歩いた。
NBAでは147試合出場394得点にとどまった。タフなプレイヤーであったが度重なる怪我のため満足するプレイを見せることはあまりなかった。
現在彼は、マサチューセッツ州Duxburyでバスケットボールのサマーキャンプを行い、妻と3人の子供と生活している。 